# Kapiton Krasnow
Kapiton Jewłampiewicz Krasnow (ros. Капитон Евлампиевич Краснов, ur. 1902 w Iwanowie, zm. 1961 tamże) – funkcjonariusz radzieckich organów bezpieczeństwa, pułkownik bezpieczeństwa państwowego, szef Zarządu NKWD obwodu lwowskiego (1939-1940).

## Życiorys
Urodził się w biednej rosyjskiej rodzinie chłopskiej. Od marca 1918 do marca 1919 był kierownikiem oddziału szkolnego gubernialnego komitetu Komsomołu w Iwanowie, od marca 1919 do maja 1921 służył w Armii Czerwonej, 1921 został członkiem RKP(b). Od maja 1921 do sierpnia 1922 kursant Moskiewskiej Szkoły Kawalerii, następnie instruktor kawalerii dywizjonu OGPU w Połtawie, szef zwiadowców konnych, pomocnik komendanta i komendant odcinka pogranicznego oddziału OGPU w Kamieńcu Podolskim. Od września 1928 do września 1929 słuchacz kursów doskonalenia dowództwa Pogranicznej Szkoły OGPU, później sekretarz Zarządu Ochrony Pogranicznej i Wojsk OGPU przy Radzie Komisarzy Ludowych Ukraińskiej SRR, od września 1931 do czerwca 1933 sekretarz Zarządu Głównego Zarządu Ochrony Pogranicznej i Wojsk OGPU przy Radzie Komisarzy Ludowych ZSRR, od maja 1933 do maja 1936 studiował w Akademii Wojskowej im. Frunzego w Moskwie, 14 lipca 1936 mianowany majorem Armii Czerwonej. Od czerwca 1936 do marca 1938 starszy pomocnik szefa Oddziału Wydziału Operacyjnego Głównego Zarządu Ochrony Pogranicznej i Wewnętrznej NKWD ZSRR, od marca 1938 do lutego 1939 szef 33 Morskiego Oddziału Pogranicznego NKWD w Szlisselburgu, od lutego do listopada 1939 szef Wydziału III Zarządu Bezpieczeństwa Państwowego (UGB) Zarządu NKWD obwodu leningradzkiego, od 21 kwietnia 1939 kapitan bezpieczeństwa państwowego. Od września 1939 kierował grupą operacyjną NKWD we Lwowie i faktycznie lwowskimi organami NKWD, od 6 listopada 1939 do 26 lutego 1940 był szefem Zarządu NKWD obwodu lwowskiego, potem przez 7 miesięcy pozostawał w dyspozycji Zarządu Kadr NKWD ZSRR. Od września 1940 do marca 1941 był zastępcą szefa Poprawczego Budowlanego Obozu Pracy nr 200 w Łudze, od marca do sierpnia 1941 zastępcą szefa Zarządu Poprawczego Obozu Pracy i Budowy Elektrowni Wodnej NKWD, od sierpnia 1941 do maja 1942 zastępcą szefa Zachodniego Zarządu Głównego Zarządu Budownictwa Obronnego NKWD ZSRR, a od maja 1942 do sierpnia 1945 szefem Wydziału do Walki z Bandytyzmem Zarządu NKWD obwodu iwanowskiego, 11 lutego 1943 został mianowany podpułkownikiem, a 27 grudnia 1943 pułkownikiem bezpieczeństwa państwowego. Od sierpnia 1945 do czerwca 1947 zastępca szefa Zarządu NKWD/MWD obwodu iwanowskiego, następnie przeniesiony do rezerwy.

## Odznaczenia
- Order Lenina (12 lutego 1945)
- Order Czerwonego Sztandaru (dwukrotnie - 8 marca 1944 i 15 stycznia 1945)
- Order Wojny Ojczyźnianej II klasy (21 czerwca 1945)
- Order Czerwonej Gwiazdy (31 maja 1945)
- Order „Znak Honoru” (20 września 1943)

I 3 medale.